# Achaea rufobrunnea
Achaea rufobrunnea is een vlinder van de familie van de spinneruilen (Erebidae). De wetenschappelijke naam van deze soort is voor het eerst voorgesteld door Embrik Strand in een publicatie uit 1914.
De soort komt voor in Mozambique en Zuid-Afrika.